# Championnat de France de baseball 2017
Navigation
2016 2018
Le Championnat de France de baseball de Division 1 2017 regroupe les huit meilleures équipes françaises de baseball. Les Huskies de Rouen sont les tenants du titre.
Les Cougars de Montigny-le-Bretonneux et les Duffyducks de Saint-Just-Saint-Rambert, respectivement champions et vice-champion de Division 2 2016, sont promus pour intégrer la division 1. Les Duffyducks de Saint-Just-Saint-Rambert intègrent pour la première fois la division 1 tandis que les Cougars de Montigny-le-Bretonneux y reviennent après avoir été relégué lors du championnat de 2011.
Les Huskies de Rouen remportent leur 13e titre de champion de France de division 1.
| \| Clermont-Ferrand Montigny-le-Bretonneux Montpellier Paris Rouen St-Just-St-Rambert Savigny Sénart \| Localisation des clubs engagés dans le championnat. |
| Clermont-Ferrand Montigny-le-Bretonneux Montpellier Paris Rouen St-Just-St-Rambert Savigny Sénart                                                           |

## Déroulement
La saison régulière se déroule sur 14 journées, soit 28 matches par équipe. Les six premiers de la saison régulière s'affrontent lors des séries éliminatoires. Le 3e affronte le 6e et le 4e affronte le 5e en 1/4 de finale. Les gagnants des 1/4 de finale rencontrent en demi-finale les deux premiers de la saison (automatiquement qualifiés pour les 1/2). Les vainqueurs s'affrontent en finale pour le titre.
Pour la relégation, les 7e et 8e se rencontrent dans un match de maintien. Le vainqueur se maintient en 1re division, alors que le perdant doit affronter le champion 2017 de la 2e division dans un match de barrage pour un maintien en 1re division.

## Clubs
Clubs participants à l'édition 2017 :
| Equipe                                 | Ville                              | Stade                       | Titres |
| -------------------------------------- | ---------------------------------- | --------------------------- | ------ |
| Arvernes de Clermont-Ferrand           | Clermont-Ferrand (Puy-de-Dôme)     | Stade des Cézeaux           | 0      |
| Cougars de Montigny-le-Bretonneux      | Montigny-le-Bretonneux (Yvelines)  | Stade Jean Maréchal         | 0      |
| Barracudas de Montpellier              | Montpellier (Hérault)              | Greg Hamilton baseball park | 3      |
| Paris Université Club                  | Paris                              | Stade Pershing              | 22     |
| Huskies de Rouen                       | Rouen (Seine-Maritime)             | Terrain Pierre-Rolland      | 12     |
| Duffyducks de Saint-Just-Saint-Rambert | Saint-Just-Saint-Rambert (Loire)   |                             | 0      |
| Lions de Savigny-sur-Orge              | Savigny-sur-Orge (Essonne)         | Parc Jean-Moulin            | 5      |
| Templiers de Sénart                    | Savigny-le-Temple (Seine-et-Marne) | Stade des Templiers         | 1      |

## Saison régulière

### Matchs
| Résultats (▼dom., ►ext.)                                   | CLE           | MON           | MUC           | PUC           | ROU           | SAI           | SAV          | SEN           |
| Clermont-Ferrand                                           |               | 0 - 9 2 - 3   | 2 - 4 3 - 18  | 14 - 4 10-12  | 1 - 5 1 - 12  | 4 - 3 11 - 9  | 0 - 9 5 - 15 | 0 - 13 3 - 9  |
| Montigny Cougars                                           | 6 - 0 3 - 2   |               | 0 - 1 1 - 3   | 9 - 3 2 - 13  | 5 - 11 1 - 11 | 9 - 4 10 - 9  | 3 - 4 10 - 1 | 4 - 3 1 - 18  |
| Montpellier Barracudas                                     | 9 - 8 11 - 2  | 7 - 1 10 - 3  |               | 13 - 8 13 - 1 | 9 - 10 3 - 2  | 16 - 4 15 - 0 | 4 - 2 4 - 7  | 4 - 7 2 - 4   |
| Paris UC                                                   | 4 - 1         | 1 - 11 5 - 10 | 6 - 10 10 - 9 |               | 2 - 7 4 - 8   | 5 - 7 11-10   | 7 - 5 12 - 2 | 2 - 4 5 - 4   |
| Rouen Huskies                                              | 15 - 0 10 - 0 | 8 - 1 9 - 0   | 4 - 3 5 - 1   | 4 - 0 2 - 4   |               | 11 - 1 17 - 2 | 5 - 3 1 - 0  | 6 - 4 5 - 4   |
| Saint-Just-Saint-Rambert                                   | 7 - 6 12 - 1  | 6 - 7 1 - 13  | 0 - 12 0 - 21 | 13-15 13 - 2  | 0 - 14 2 - 9  |               | 4 - 7 1 - 14 | 1 - 9 2 - 11  |
| Savigny Lions                                              | 2 - 7 6 - 4   | 7 - 6 17-25   | 4 - 3 2 - 5   | 5 - 3 1 - 16  | 2 - 6 7 - 12  | 5 - 6 7 - 3   |              | 0 - 12 4 - 18 |
| Sénart Templiers                                           | 18 - 3 8 - 4  | 11 - 0 8 - 9  | 4 - 6 6 - 0   | 7 - 2 10 - 0  | 1 - 4 5 - 6   | 13 - 3 15 - 5 | 11 - 7 8 - 2 |               |
| - Victoire à domicile - Match nul - Victoire à l'extérieur |               |               |               |               |               |               |              |               |

Résultats issus du site de la FFBS

### Classement
| Pl. | Équipe                   | J  | V  | D  | %    |
| --- | ------------------------ | -- | -- | -- | ---- |
| 1   | Rouen Huskies (T)        | 28 | 26 | 2  | .929 |
| 2   | Sénart Templiers (C)     | 28 | 20 | 8  | .714 |
| 3   | MUC Barracudas Baseball  | 28 | 19 | 9  | .679 |
| 4   | Montigny Cougars         | 28 | 15 | 13 | .536 |
| 5   | Paris UC                 | 28 | 12 | 16 | .429 |
| 6   | Savigny-sur-Orge Lions   | 28 | 11 | 17 | .393 |
| 7   | St-Just-St-Rambert Ducks | 28 | 5  | 23 | .179 |
| 8   | Clermont-Ferrand         | 28 | 4  | 24 | .143 |

| Légende : Qualifications | Légende : Qualifications                                          |
| ------------------------ | ----------------------------------------------------------------- |
|                          | Qualification pour les 1/2 finales                                |
|                          | Qualification pour les 1/4 de finale                              |
|                          | Barrage pour la relégation en 2e division                         |
|                          | (T) : Tenant du titre (C) : Vainqueur du Challenge de France 2017 |

### Statistiques individuelles
| Catégorie        | Joueur                          | Stat |
| Moyenne au bâton | Jacques BOUCHERON (Montpellier) | .435 |
| Points produits  | Ian TOWNSEND (Sénart)           | 33   |
| Coups de circuit | Jonathan JASPE (Rouen)          | 5    |
| Bases volées     | Felix BROWN (Sénart)            | 24   |

| Catégorie                 | Joueur                                   | Stat |
| Moyenne de points mérités | Dylan BARROW (Sénart)                    | 1.06 |
| Victoires                 | Jean Carlos GRANADOS (Rouen)             | 8    |
| Retraits sur prises       | Harvey GARCIA (Saint-Just-Saint-Rambert) | 99   |
| Sauvetages                | Luis DE LA ROSA (Savigny-sur-Orge)       | 4    |

## Play-off
Les six premiers de la saison régulière sont qualifiés pour les play-off. Les barrages se jouent au meilleur des trois rencontres, les autres rencontres sont au meilleur des 5 matchs. En 1/4 de finale, 3e contre 6e et 4e contre 5e. Les gagnants rencontrent en demi-finale les deux premiers de la saison régulière. Les deux vainqueurs s'affrontent pour le titre.

### 1/4 de finale
| Match | Date        | Recevant         | Visiteur         | Score  |
| ----- | ----------- | ---------------- | ---------------- | ------ |
| 1     | 2 septembre | Montpellier      | Savigny-sur-Orge | 17 - 7 |
| 2     | 3 septembre | Savigny-sur-Orge | Montpellier      | 5 - 9  |
| 3     | 3 septembre | -                | -                | -      |

| Match | Date        | Recevant               | Visiteur               | Score  |
| ----- | ----------- | ---------------------- | ---------------------- | ------ |
| 1     | 2 septembre | Montigny-le-Bretonneux | Paris UC               | 6 - 5  |
| 2     | 3 septembre | Paris UC               | Montigny-le-Bretonneux | 3 - 1  |
| 3     | 3 septembre | Montigny-le-Bretonneux | Paris UC               | 15 - 5 |

### 1/2 finales et finale
Les 1/2 finales se jouent les week-ends des 10 et 16 septembre. La finale se dispute les 23, 24, 30 septembre et 1er octobre 2017.
| Match | Date         | Recevant               | Visiteur               | Score  |
| ----- | ------------ | ---------------------- | ---------------------- | ------ |
| 1     | 10 septembre | Montigny-le-Bretonneux | Rouen                  | 2 - 6  |
| 2     | 10 septembre | Montigny-le-Bretonneux | Rouen                  | 3 - 10 |
| 3     | 16 septembre | Rouen                  | Montigny-le-Bretonneux | 9 - 3  |
| 4     | -            | -                      | -                      | -      |
| 5     | -            | -                      | -                      | -      |

| Match | Date         | Recevant    | Visiteur    | Score   |
| ----- | ------------ | ----------- | ----------- | ------- |
| 1     | 10 septembre | Montpellier | Sénart      | 5 - 7   |
| 2     | 10 septembre | Montpellier | Sénart      | 13 - 14 |
| 3     | 16 septembre | Sénart      | Montpellier | 14 - 4  |
| 4     | -            | -           | -           | -       |
| 5     | -            | -           | -           | -       |

| Match | Date         | Recevant | Visiteur | Score |
| ----- | ------------ | -------- | -------- | ----- |
| 1     | 23 septembre | Sénart   | Rouen    | 4 - 3 |
| 2     | 24 septembre | Sénart   | Rouen    | 2 - 3 |
| 3     | 30 septembre | Rouen    | Sénart   | 8 - 4 |
| 4     | 1er octobre  | Rouen    | Sénart   | 3 - 7 |
| 5     | 1er octobre  | Rouen    | Sénart   | 9 - 8 |

* L'équipe avec l'avantage terrain en finale est celle qui est le mieux classée en saison régulière.

### Récompenses
Voici les joueurs récompensés à l'issue de la finale:
- MVP:
- Meilleur lanceur:
- Meilleur frappeur:

## Play-down
Les deux derniers de la saison régulière s'affrontent lors d'un match de maintien, le perdant de cette confrontation rencontre (avec l'avantage du terrain) en barrage le meilleur club de Division 2. Le vainqueur de se barrage est promu ou maintenu en Division 1 et son perdant reste ou est relégué en Division 2.
Lors de la saison 2017 les Boucaniers de La Rochelle sont les vainqueurs du Championnat de France de baseball Division 2 et disputent donc le barrage pour l'accession à la Division 1.
| Match | Date         | Recevant           | Visiteur           | Score  |
| ----- | ------------ | ------------------ | ------------------ | ------ |
| 1     | 10 septembre | Clermont-Ferrand   | St-Just-St-Rambert | 2 - 11 |
| 2     | 10 septembre | Clermont-Ferrand   | St-Just-St-Rambert | 2 - 9  |
| 3     | 16 septembre | St-Just-St-Rambert | Clermont-Ferrand   | 13 - 7 |
| 4     | -            | -                  | -                  | -      |
| 5     | -            | -                  | -                  | -      |

| Match | Date         | Recevant         | Visiteur         | Score  |
| ----- | ------------ | ---------------- | ---------------- | ------ |
| 1     | 30 septembre | La Rochelle      | Clermont-Ferrand | 7 - 0  |
| 2     | 1er octobre  | La Rochelle      | Clermont-Ferrand | 7 - 11 |
| 3     | 7 octobre    | Clermont-Ferrand | La Rochelle      | 1 - 7  |
| 4     | 8 octobre    | Clermont-Ferrand | La Rochelle      | 1 - 12 |
| 5     | -            | -                | -                | -      |

## Classement final
| Pl. | Équipe                 |
| --- | ---------------------- |
| 1   | Rouen (T)              |
| 2   | Sénart (C)             |
| 3   | Montpellier            |
| 4   | Montigny-le-Bretonneux |
| 5   | Paris UC               |
| 6   | Savigny-sur-Orge       |
| 7   | St-Just-St-Rambert     |
| 8   | Clermont-Ferrand       |

| Légende : Qualifications et relégations | Légende : Qualifications et relégations                                |
| --------------------------------------- | ---------------------------------------------------------------------- |
|                                         | Qualification pour la Coupe d'Europe                                   |
|                                         | Barrage de relégation en 2e division                                   |
|                                         | (T) : Tenant du titre 2016 (C) : Vainqueur du Challenge de France 2017 |